# Hôtel Souquet-Marteau
L'hôtel Souquet-Marteau est une demeure particulière, inscrite aux monuments historiques, située à Étaples dans le département du Pas-de-Calais en France.

## Localisation
Cette demeure est sise au 38 place du Général-de-Gaulle à Étaples. Elle est la demeure, au XVIIIe siècle et XIXe siècle, de la famille Souquet-Marteau et de leur fils Gustave Souquet.

## Construction
Cette demeure a été construite au XVIIIe siècle et XIXe siècle.

## Protection
La façade et la toiture font l’objet d’une inscription au titre des monuments historiques depuis le 28 décembre 1984, les éléments protégés sont l'élévation, le décor extérieur et la toiture.

## Personnalités liées à son histoire
Elle est occupée de 1803 à 1805 par le maréchal Ney. En 1803, Napoléon, dans l'objectif d'un débarquement en Angleterre, y effectue deux visites, le 29 juin et le 31 décembre.

## Pour approfondir